# Мелотрия шершавая
Мело́трия шерша́вая (лат. Melothria scabra) — многолетняя лазящая травянистая лиана из рода Мелотрия семейства Тыквенные. Происходит из тропических лесов центральной Америки и иногда культивируется ради маленьких съедобных плодов, напоминающих по вкусу огурцы.

## Описание

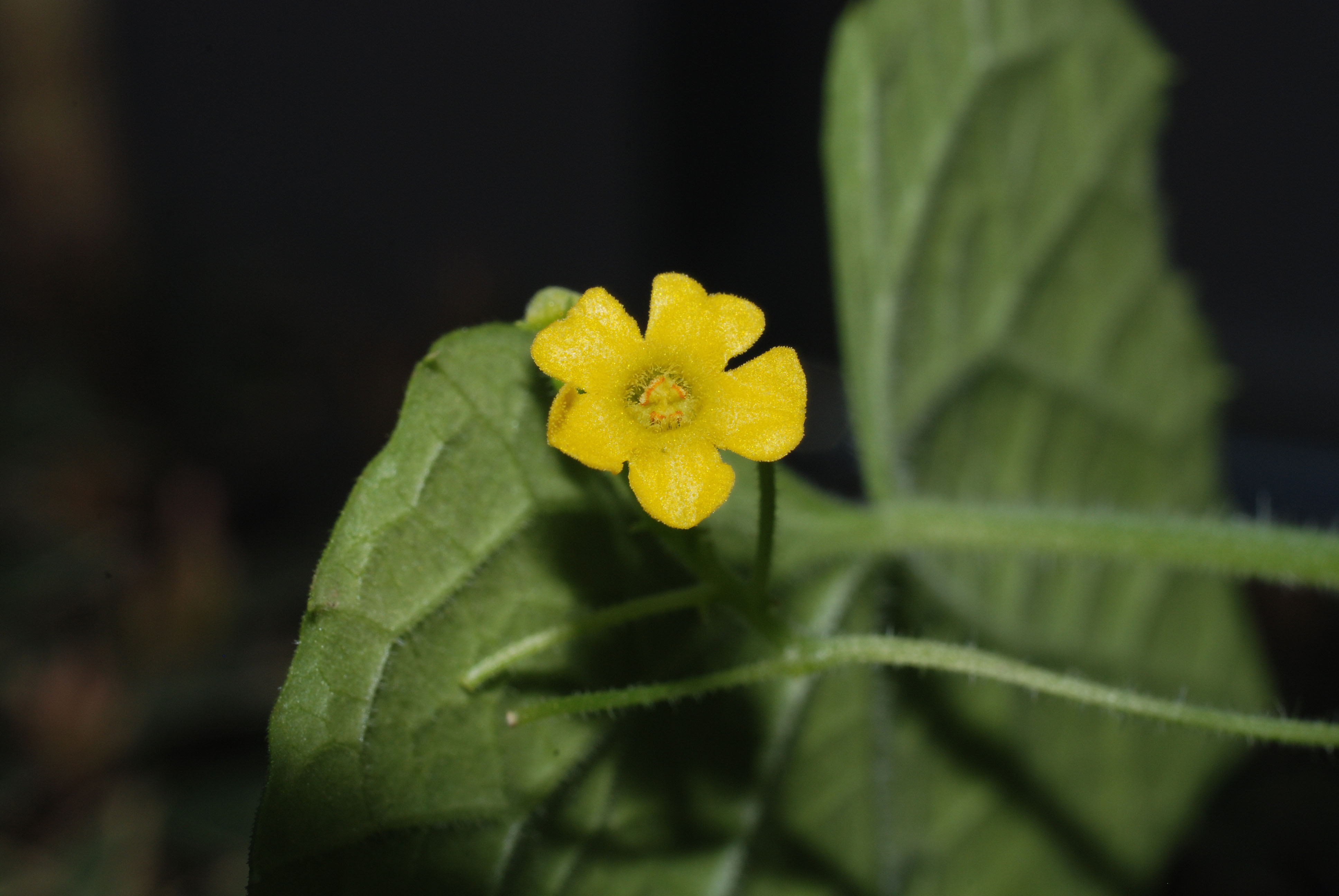
Цветок растения

Мелотрия шершавая, помимо плодов, образует клубни весом до 400 г, по размерам и форме напоминающие клубни батата, которые можно использовать в салатах. С одного растения собирают 5—6 кг плодов и 1—1,5 кг клубней. Вкус этого фрукта часто описывают как огурец с оттенком лайма.